# Calyptothecium pinnatum
Calyptothecium pinnatum là một loài rêu trong họ Pterobryaceae. Loài này được Nog. mô tả khoa học đầu tiên năm 1934.